# جان مالك
جان مالك (بالإنجليزية: Jan Malik)‏ (13 أبريل 1956 بفول ريفر في الولايات المتحدة - ) هو سياسي ولاعب كرة قدم أمريكي في مركز الوسط.

## وصلات خارجية
- جان مالك على موقع قاعدة بيانات كرة القدم.إي يو (الإنجليزية)